# Anova Books
Anova Books — издательство, основанное в Великобритании в 2005 году на основе выкупленного у Chrysalis Group импринта Chrysalis Books Group. Головной офис компании расположен в Лондоне. Пост генерального директора занимает Робин Вудс.

## Импринты
C момента учреждения издательством было приобретено или создано несколько импринтов:
- Batsford
- Collins & Brown
- Conway Maritime Press
- National Trust Books
- Pavilion Books
- Portico
- Robson Books